# Jettenberg
Jettenberg ist eine Gemarkung in der Gemeinde Schneizlreuth im Landkreis Berchtesgadener Land. Bis 1909 bestand die Gemeinde Jettenberg.

## Geographie
Die Gemarkung hat eine Fläche von etwa 1482 Hektar und liegt vollständig im Gemeindegebiet von Schneizlreuth. Auf der Gemarkung liegen die Schneizlreuther Gemeindeteile Baumgarten, Unterjettenberg und Oberjettenberg. Zur Volkszählung am 25. Mai 1987 lebten auf dem Gebiet der Gemarkung Jettenberg 266 Einwohner (Unterjettenberg 221 Einwohner, Oberjettenberg 18 und Baumgarten 27).

## Geschichte
Jettenberg war eine Landgemeinde im Bezirksamt Berchtesgaden mit einem Gebiet von etwa 1309 Hektar (1900) und den Orten Unterjettenberg und Oberjettenberg. Verwaltungssitz der Gemeinde war Unterjettenberg. Baumgarten wird zwar erst im amtlichen Ortsverzeichnis von 1952 nachgewiesen, mit dem Hinweis Name noch nicht amtlich verliehen, doch zumindest der Ortsname „Baumgarten“ war für den zu Jettenberg gehörenden Weiler schon länger gebräuchlich, wie die historische Karte von 1832 (Urpositionsblätter) beweist. Am 1. Juli 1909 wurden die Gemeinden Jettenberg und Ristfeucht zur neu gegründeten Gemeinde Schneizlreuth zusammengeschlossen.